# Zebrias munroi
 Zebrias munroi és un peix teleosti de la família dels soleids i de l'ordre dels pleuronectiformes que es troba a les costes de Papua Nova Guinea.